# Valdevacas de Montejo
Valdevacas de Montejo település Spanyolországban, Segovia tartományban. Valdevacas de Montejo Maderuelo, Moral de Hornuez, Villaverde de Montejo és Montejo de la Vega de la Serrezuela községekkel határos. Lakosainak száma 29 fő (2024).

## Népesség
A település népessége az elmúlt években az alábbi módon változott:
| Lakosok száma | 33   | 29   | 35   | 31   | 32   | 32   | 32   | 30   | 31   | 29   |
|               | 2001 | 2004 | 2007 | 2009 | 2012 | 2014 | 2017 | 2019 | 2022 | 2024 |